# Kontextuális metaforaelemzés
A kontextuális metaforaelemzés a metaforavizsgálat egy olyan módszere, amely alkalmas költői szövegek metaforikus részletei jelentésalkotásának elemzésére, továbbá valamely célszöveg laborfordítással való megalkotására. Ószövetségi költemény vizsgálatánál történt ennek a módszernek a kialakítása (ezért vannak a bibliai illusztrációk), de vélhetően bármely, metaforákat hordozó szöveg, írásmű esetében használható.
A módszer nevében a kontextus jelenti először a legközvetlenebbtől a legtágabbig terjedő szövegösszefüggést abban a műben, ahol a vizsgált metafora található. Jelenti a műalkotáson kívüli intertextuális kontextust. És képezi azt az a kognitív környezet, amelyben a metaforát hordozó mű keletkezett, szerzője élt. Végül értenünk kell a kifejezés alatt az írásmű vizsgált változata és annak alkotójának kognitív kontextusát.
Az alábbiakban a módszer ismertetése főként a szemantikai vizsgálatra fókuszál – az azonban csakis az addig (itt vázlatosan) felmutatott lépések végigjárása révén lehet minél pontosabb.
1. A kiválasztott (metaforikus) szöveg vizsgálata egy változat szövege alapján történik.
Ez a kitétel régi szövegek vonatkozásában releváns. Ilyenek esetében előfordul a számos verzió megléte – kutatói döntésnek kell születnie egy adott változat kiválasztására vonatkozóan. Amennyiben ez nem történik meg, eklektikus szöveg feltételezése és/vagy létrehozása fog történni, amely messze nem az eredeti szöveg poétikáját-beszédstratégiáját, hanem különböző szöveghagyományozók-szerkesztők eltérő kognitív környezetei nyomán kialakuló értelmezéseit fogja tükrözni. - Jelen cikkben a kiemelt Jób-könyvi metaforák a Leningrádi kódex, illetve az annak szövegét közlő Biblia Hebraica Stuttgartensia változata szerint kerülnek targyalásra.
2. A szövegszerző és az elemzett szövegváltozat alkotója kognitív környezetének vizsgálata
A metaforák megalkotásában, már meglévők használatában szerepet játszik a beszélő/szerző/költő személyisége, vagyis addigi személyes élettörténete, egészségi állapota, műveltsége, az érdeklődési területe, meggyőződései, világfelfogása, hite. Mindez része annak, amit kognitív struktúrának vagy mentális modellnek lehet nevezni – ez az a rendszer, amelybe szervezzük a világnak a személyes konstruktumaink révén való megértését.
A javasolt módszernek ez a lépése az, amely a szerző történeti, kulturális, társadalmi helyzetéről, valamint az elemzéshez használt változat keletkezéséről és alkotójáról megszerezhető adatok vizsgálatát jelenti.
Ez tulajdonképpen kétlépcsős kutatási mozzanatot jelent. Viszont amennyiben nincs hozzáférésünk az első, bizonyíthatóan magától a szerzőtől származó szöveghez, úgy minden, amit a szerzőről feltételezünk, felülíródhat-felülíródik a vizsgált változat alkotójának-alkotóinak kognitív környezetéről megtudott információkkal.
Legközvetlenebb ilyen kognitív kontextusnak tekinthető a fizikai környezet, amely élő diskurzus esetén azonnal befolyásolja a metaforahasználatot. Viszont írott szöveg keletkezésekor is szerepe lehet – noha kisebb mértékben –, például befolyásolhatja a szerzőt az éppen tapasztalt időjárás, háborús környezet, a mű alkotásának földrajzi helyszíne stb. – Ezek a környezeti vonatkozások némileg összetartoznak a személyes kontextussal.
A szociális környezet is meghatározza a metaforizációt – nem mindegy, hogy a beszélő/szerző/költő milyen társadalmi helyzetben van, milyenek az embertársi kapcsolatai, milyen társadalmi csoport – szubkultúra – tagja.
A kulturális környezet. A kultúra a világnak egy közös megértése (Kövecses). Ez a meghatározás érvényes a szubkulturális közösségekre is. – A Héber Biblia világát illetően egy vallási-szocilógiai intertextualitásról lehet szólni, amelyet a „hit nyelvtana” (Brueggemann) határoz meg – azé a hité, amely a tanúságtevők elfogadott beszédén alapul.
3. A tárgyalt szövegrészt tartalmazó teljes irodalmi mű átfogó, illetve egységeinek hierarchiája szerinti strukturális és műfaji vizsgálata, el egészen részletet tartalmazó alegységig (könyv → alegység → fejezet: például Jób könyve → Jób könyvének költői része → a Jób 29–31. részek egysége → a 29. rész).
4. A szövegrészletet közvetlenül tartalmazó egység nyelvészeti és poétikai vizsgálat révén történő megállapítása, laborfordítás készítése révén (például a Jób 29. része szövegének).
5. A szövegrészletet tartalmazó egység (például a Jób 29) struktúraviszonyainak elemzése, éspedig a) a nyelvtan, b) az egység szövege, c) az egység műfaji vonásai, d) a tartalmi-makrostrukturális viszonyok tekintetében.
6. A szövegrészletet tartalmazó, közvetlen kontextust képező egység (így a Jób 29,14) nyelvi viszonyainak és struktúrájának tárgyalása.
```
                       
[
15
]
צֶ֥דֶק לָ֭בַשְׁתִּי וַיִּלבָּשֵׁ֑נִי כִּֽמְעִ֥יל וְ֝צָנִ֗יף מִשְׁפָּתִֽי׃
```

```
    ṣéḏeq lāḇaštî wayyilbāšḗnî kimʿîl wəṣānîp̄ mišpāṭî
```

```
    
Igazságot felöltöztem, és
 [az] 
felöltözött engem;

         
mint palást és süveg 
[az én]
 ítéletem.
[
16
]
```

7. A szövegrészlet metaforáinak (például a Jób 29,14a metaforáinak) elemzése
a) A metaforikus mondatokban megjelenő metaforák, vagy rejtetten meglévő háttérmetaforák felmutatásával indul ez a vizsgálat.
- A metaforikus mondatok: 1) Igazságot felöltöztem, 2) és [az] felöltözött engem.
- A 29,14a két mondatában három háttérmetaforát találunk:
```
    - A) 
AZ IGAZSÁG EGY ÖLTÖZET
.
```

```
         - A szöveg szintjén egytagú a metafora – csak         
         a tartalmat látjuk, a hordozó
[
18
]
               
         tulajdonképpen rejtett, a Jób által végzett  
         cselekvést kifejező ige utal rá (a metaforikus 
         állítás/predikáció
[
19
]
 állítmánya nem azonos a                                  
         felszíni struktúra mondatáéval!).
```

```
    - B) 
AZ IGAZSÁG EGY SZEMÉLY
.
```

```
         - A felszíni struktúrában a tartalom és a       
         hordozó is rejtett, mindkettőt a         
         metaforizációt jelző igéből következtetjük ki:        
         a sg. 3 masc. igealak mutatja a rejtett alanyt,     
         amely a szövegösszefüggés alapján az     
         
igazság
ban azonosítható, ő a cselekvő    
         „személy”.
```

```
    - C) 
JÓB EGY ÖLTÖZET
.
```

```
         - A szöveget olvasva itt is a metafora rejtett 
         tartalmáról és hordozójáról kell szólnunk: a    
         bibliai héberben a sg. 1 tárgyi személyrag       
         jelzi, hogy a beszélő Jób (tartalom) az         
         igazság által felvett öltözetnek (hordozó)        
         látja önmagát.
```

- Tulajdonképpen e három háttérmetafora-mondat „tartja fenn” a 29,14a félsorában megfogalmazottakat.
b) Intertextuális vizsgálat a lexémák szintjén (például a Jób könyve, a Héber Biblia, az ókori közel-keleti irodalom kontextuskereteiben)
- Például (a szemantikai inkongruenciát okozó fókuszkifejezésre figyelve):
```
    - Jób 7,5a → 
Felöltözött a testem férget és
    
    porkérget 
(szó szerint „porgöröngyöt”) – Jób
       
    könyve.
```

```
    - 2Krón 24,20 → 
És Isten Lelke felöltözte Zakariást
  
    – Héber Biblia.
```

```
    - Ludlul bēl nēmeqi
/
 Hadd hódoljak a bölcsesség   
    urának → 
Ártó szellem bújt belém, mintha ruhája
  
    volnék
.
[
22
]
 –
 extrabiblikus szöveg.
```

c) A metaforák szemantikai vizsgálata
- Mondattanilag khiasztikus elrendezést látunk a 14. vers első félsorában: tárgy – állítmány – alany // alany – állítmány – tárgy (az már a stilisztikai bravúr része, hogy az állítmány ugyanaz a lexéma marad, noha más alakban).
- A metaforák tartalmának és hordozójának szemémaként való megállapítása:
```
    - 
AZ IGAZSÁG EGY ÖLTÖZET
```

```
         - Az 
igazság
 lexéma jelentései: 1. (ami)    
         helyes, normális, megfelelő; 2. (jogi)         
         igazság; 3. jogosság, méltányosság; 4.        
         közösségi lojalitás; 5. igazságtétel; így:       
         siker; 5. megszabadítás; 7. jólét.
```

```
              - Szémák: (főnév, tárgy), elvont,       
              élettelen, fogalom (tkp. általánosítás), 
              megfelelő-lojális viszonyulás/ jogi   
              viszonyulás, pozitív, védelem;
```

```
                  - kontextuális széma: (jogi) védelem;
```

```
                  - szeméma: közösségi lojalitás.  
```

```
         - Az 
öltözet
 lexéma jelentései: ruházat/    
         öltözet 
a)
 emberé, asszonyé, (gyűjtőnévként:) 
         ruházat, 
b)
 gyapjú, zsák, = bőr (Jób 30,18), 
         metaforikusan: a felhőké a tenger felett (Jób    
         38,9), stb.
```

```
              - Szémák: (a szöveg szintjén rejtett      
              szeméma, a háttérmetaforában: főnév,       
              névszói állítmány), konkrét, élettelen,     
              tárgy, emberi, védelem;
```

```
                  - kontextuális széma: védelem;
```

```
                  - szeméma: (emberi) ruházat/öltözet.
```

```
    - 
AZ IGAZSÁG EGY SZEMÉLY
. Itt a megszemélyesítés 
    műveletét látjuk.
```

```
    - 
JÓB EGY ÖLTÖZET
. 
```

```
         - A 
Jób
 lexéma jelentései (röviden): 
         
Feddhetetlen és becsületes ember volt, félte
       
         az Istent, és 
 
 kerülte a rosszat 
(
RÚF Jób       
         1,1; vö. 1,8; 2,3).
```

```
              - Szémák: konkrét, élő, ember, közösségi     
              lény, jogviszonyokban él, jogosságot véd   
              (igaz)/ jogvédelemre szorul (Istennel         
              való viszonyában);
```

```
                  - kontextuális széma: jogvédelem;
```

```
                  - szeméma: az igazságot érvényesítő       
                  Jób.
```

- A metaforikus tartalom és hordozó szemémaként való pontosítását követően végül azok egymással való kontextusában történő szémaelemzés történik (ami tulajdonképpen a metaforák jelentésalkotásának vizsgálatát jelenti).
```
    - A) 
AZ IGAZSÁG EGY ÖLTÖZET
.
```

```
         - Az 
IGAZSÁG
 szémái: elvont, élettelen,     
         fogalom (mint általánosítás), megfelelő-   
         lojális/jogi viszonyulás, pozitív, védelem.
```

```
         - Az 
ÖLTÖZET
 szémái: konkrét, élettelen,     
         tárgy, emberé, védelem.
```

```
             - Közös jegyek:
[
24
]
 élettelen, védelem;
```

```
             - ellentétes jegyek: elvont ↔ konkrét,     
             fogalom ↔ tárgy, viszonyulás fogalma ↔       
             ember tárgya;
```

```
             - az inkongruenciát okozó „fókuszszémák”:  
             fogalom ↔ tárgy (az elvont ↔ konkrét egy 
             általánosabb osztályozás, mert például a   
             konkrét lehet élőlény is).
```

```
    - B) 
AZ IGAZSÁG EGY SZEMÉLY
.
```

```
         - Az 
IGAZSÁG
 szémáit lásd előbb az A) 
         háttérmetaforánál.
```

```
         - A 
SZEMÉLY
 szémái: konkrét, élő, ember, 
         jogviszonyokban él, védhet (kontextuális 
         széma!)/védelemre szorul.
```

```
             - Közös jegyek: jogviszony, védelem;
```

```
             - ellentétes jegyek: elvont ↔ konkrét,    
             élettelen ↔ élő, fogalom ↔ ember;
```

```
             - az inkongruenciát okozó „fókuszszémák”:   
             fogalom ↔ ember.
```

```
    - C) 
A SZEMÉLY/ JÓB EGY ÖLTÖZET
. ‒ Itt    
    fiziomorfizmus áll előttünk. Jób      
    „öltözettulajdonságai” az ő jogvédő és közösségileg  
    lojális magatartására vezethetők vissza, vagyis a  
    „védelem” széma érvényesül.
```

```
         - 
JÓB
: tulajdonnév, konkrét, élő, ember, 
         jogviszonyokban él, jogosságot véd (igaz).
```

```
         - Az 
ÖLTÖZET
 szémáit lásd az A)  
         háttérmetaforánál.
```

```
             - Közös jegyek: konkrét, védelem;
```

```
             - ellentétes jegyek: élettelen ↔ élő,         
             tárgy ↔ ember;
```

```
             - az inkongruenciát okozó „fókuszszémák”:     
             tárgy ↔ ember.
```

- Megállapítható, hogy két esetben az elvont ‒ konkrét (azaz fogalom ‒ tárgy, illetve ember) predikatív egymásmelletisége okoz szemantikai feszültséget, a harmadik metaforában a tárgy ‒ ember azonosságának az állítása. Olyan ellentétek ezek, amelyek feltárása a holt vagy lexikalizálódott metaforákat is képes „megeleveníteni”. ‒ Megismertük a Jób 29,14a háttérmetaforáinak közös jegyeit is, és nyilvánvalóvá vált, hogy a „védelem” széma mindháromban jelen van; ez segít a tárgyalt metaforák alkotása alapjainak a felmutatásában.
Az itt bemutatott módszer vélhetően nem csak a bibliai – ószövetségi vagy régi költői szövegek hermeneutikájánál használható, hanem bármely más, költői metaforát hordozó írások esetében is, továbbá segít a formális ekvivalenciát megcélzó laborfordítások elkészítésében (de akár a fordításkritikában is).